# ブラッディ+メアリー
『ブラッディ+メアリー』（ブラッディメアリー）は、サマミヤアカザによる日本の漫画、少女漫画作品。『月刊Asuka』にて連載されていた。

## あらすじ
吸血鬼メアリーは、長すぎる時を生きてきた結果、死を望むようになり、特殊な血を持つエクソシスト・マリアを探し求めていた。だが、やっと見つけたと思ったマリアは人違い。それでもそのマリアは、"マリアの血"を受け継いでいるとしてしばしば吸血鬼に狙われていた。メアリーは自分を殺してほしいと頼み込むも、逆にマリアから吸血鬼たちが自分をあきらめるまで護衛を務めてほしいと持ちかけてきた。

## 登場人物
メアリー（Mary）
本作の主人公。赤毛の吸血鬼。長い時を生きてきたため死ぬことばかり考えているが、長い年月が経ち自分の名前すら忘れてしまい、マリアにメアリーと名付けてもらった。
ニンニクや太陽への耐性など他の吸血鬼と異なる点がいくつか存在する。
一郎・ロザリオ・ディ・マリア（Ichiro Rosario di Maria）
横浜の神学校の生徒にして神父。エクソシスト・マリアの血を受け継いでいるとして吸血鬼に狙われており、貧血に陥っている。
殺してくれと持ちかけてきたメアリーに対し、マリアの護衛をしないかと逆に持ちかけた。
櫻庭拓美（さくらば たくみ）
マリアの神学校の生徒会長。
権力者でありながら吸血鬼の研究に携わってきた一族の末裔で、マリアとは遠縁の親戚にもあたる。
ハイドラ（Hydra）
吸血鬼の少女。メアリーと顔見知りのようだが、メアリーには心当たりがない模様。

## 関連作品

### ドラマCD
2015年7月25日にキャラアニからリリースされた。
主な声の出演
- メアリー - 梶裕貴
- 一郎・ロザリオ・ディ・マリア - 立花慎之介
- 櫻庭拓美 - 興津和幸
- ハイドラ - 加隈亜衣
- 櫻庭玄道 - 金尾哲夫

### 舞台
2024年1月26日から2月4日まで、こくみん共済 coop ホール/スペース・ゼロで上演予定。主演は、北川尚弥。
キャスト
- ブラッディ・メアリー - 北川尚弥[2][3]
- 一郎・ロザリオ・ディ・マリア - 砂川脩弥[2]
- 櫻庭拓美 - 森田桐矢[3]
- ハイドラ・スカーレット - 有井ちえ[3]
- 結城忍 - 八巻貴紀[3]
- 長谷川 - 高木トモユキ[3]
- リリー・マクレーン - エリザベス・マリー[3]
- 櫻庭玄道 - 花井貴佑介[3]
- イザーク・ロザリオ・ディ・マリア / 結生・ロザリオ・ディ・マリア - 寿里[3]
- 殺陣衆 - 小笠原竜哉、橋本征弥、相田真滉、立花将[3]
- アンサンブル - 葉月あさひ、山口夢菜[3]

スタッフ
- 演出 - 堀越涼[2]
- 脚本 - 葛木英[2]
- 殺陣 - 六本木康弘[2]
- 主催・制作 - トライフルエンターテインメント[2]

演奏
- ヴァイオリン - 後藤泰観[2]